# Not Appearing In Tragatsch
NAIT staat voor: Not Appearing In Tragatsch.
De boeken “Alle Motorräder 1894-1980” (Motor Buch Verlag, Stuttgart) en "The Illustrated Encyclopedia Of Motorcycles" van Erwin Tragatsch worden beschouwd als de “bijbel” van de merkhistorie voor motorfietsen.
Toch komen niet alle merken in het boek voor. Soms wordt er nog een motor opgedoken die niet terug te vinden is in het boek. Deze wordt dan onder kenners aangeduid als "NAIT". 
Zo bestaat ook de uitdrukking NAIS, Not Appearing In Saward. Dan is het model niet te vinden in Robert Sawards A-Z of Australian-made Motorcycles (Turton and Armstrong, Sydney 1996). 

## Trivia
De Lijst van motorfietsmerken in deze encyclopedie is aanmerkelijk uitgebreider dan Tragatsch en Saward. Misschien wordt het tijd voor NAIW (Not Appearing In Wikipedia)?